# Major Vieira
Major Vieira é um município brasileiro do Estado de Santa Catarina.  Localiza-se a uma latitude 26°22'04" sul e a uma longitude 50°19'41" oeste, estando a uma altitude de 786 metros. Sua população estimada em 2022 foi de 7.425 habitantes. Possui uma área de 523,270 km².

## Localidades
- Rio Bonito
- Rio butiá
- Paiol Velho
- Pulador
- Rio Claro
- Lageadinho
- Alto Cedro
- Lageado Liso
- Canudos
- Serra da Mula
- Rio Novo
- Tamanduá
- Toldo de cima
- Rio vermelho
- Colônia Ruthes
- Serra Preta
- Agudos
- Colônia santo Antônio

## História
A história de Major Vieira está intimamente ligada a Canoinhas. Nos fins do século XIX, os tropeiros cruzavam o território com seus animais, do Rio Grande do Sul a São Paulo, interessados pela rica terra, e fixavam residência em Colônia Vieira.
Major Vieira foi considerado uma das maiores personalidades presentes na guerra do contestado e hoje uma das mais influentes personagens da História desse país, o Major Tomaz Vieira foi o primeiro superintendente de Canoinhas - SC, onde deixou sua marca na história com descendentes no município de São José da Boa Vista no norte pioneiro do Paraná, e deu origem ao nome do Município de Major Vieira localizado no no norte do Estado de Santa Catarina - SC. 
Pela Lei n° 195 de 23 de janeiro de 1924 foi criado o Distrito de Colônia Vieira. A criação do Município de Major Vieira ocorreu através da Lei Estadual n° 663, de 23 de dezembro de 1960, sendo sua instalação oficializada em 23 de janeiro de 1961. Os primeiros habitantes de Major Vieira foram: Joaquim Borges de Lima, Teodoro Bueno de Oliveira, Luciano J. de Paula, Otávio Fernandes de Souza, Gustavo Knoll, Augustinho Moraes dos Santos, Polidório de Oliveira e outros. Possui colonização alemã, italiana, polonesa e ucraniana.
A principal atividade econômica é a agricultura em especial o cultivo de fumo, soja e milho,dentre outras variedades de alimentos. 
Seu acesso se dá pela Rodovia SC-477.